# Дипломатія (гра)
«Дипломатія» — стратегічна настільна гра, створена Алланом Б. Калгамером у 1954 році та видана комерційно у Сполучених Штатах у 1959 році. Її основні відмінності від більшості настільних військових ігор полягають у наявності фази переговорів (гравці витрачають значну частину часу на формування та зраду союзів з іншими гравцями, а також на розробку вигідної стратегії) та у відсутності кубиків або інших ігрових елементів, які створюють ефект випадковості.
Події гри «Дипломатія» розгортаються в Європі в роки, що передували Першій світовій війні, у грі бере участь від двох до семи гравців, кожен з яких контролює збройні сили однієї з провідних європейських держав (або, за меншої кількості гравців, кількох держав). Цілю кожного з гравців є захоплення якнайбільшої кількості провінцій та стратегічних міст, позначених на карті як «центри постачання»; ці центри постачання дозволяють гравцям, які їх контролюють, виробляти більше підрозділів. Після кожного раунду переговорів гравців, кожен гравець може віддавати накази про атаку та підтримку, які потім виконуються під час фази руху. Гравець бере під контроль провінцію, коли кількість підрозділів, яким наказано підтримувати підрозділ, що атакує, перевищує кількість підрозділів, яким наказано підтримувати підрозділ, що захищається.

## Ігровий процес
«Дипломатія» починається у 1901 році, кожен рік поділяється на два основні сезони: «весняний» та «осінній». Кожен сезон складається з двох фаз: переговорів і переміщення, після яких відбуваються коригування у формі «відступу» або «розформування» підрозділів. Після завершення осіннього сезону настає зимова фаза, під час якої здійснюється поява нових підрозділів або їхнє видалення відповідно до результатів осінніх коригувань.